# 利文斯頓馬諾 (紐約州)
利文斯頓馬諾（英語：Livingston Manor）是位於美國紐約州沙利文縣的普查規定居民點。

## 人口
根據2020年美國人口普查的數據，利文斯頓馬諾的面積為8.43平方千米，當中陸地面積為8.40平方千米，而水域面積為0.03平方千米。當地共有人口1053人，而人口密度為每平方千米124.91人。